# Daniel Kreutzfeldt
Daniel Adelhard Kreutzfeldt (ur. 19 listopada 1987 w Roskilde) – duński kolarz torowy i szosowy, srebrny medalista torowych mistrzostw świata.

## Kariera
Pierwszy sukces w karierze Daniel Kreutzfeldt osiągnął w 2004 roku, kiedy zdobył brązowy medal w kategorii juniorów na mistrzostwach Danii w kolarstwie szosowym. W latach 2006 i 2007 był mistrzem kraju w drużynowym wyścigu na dochodzenie. W 2008 roku brał udział w igrzyskach olimpijskich w Pekinie, podczas których zajął szóste miejsce w wyścigu punktowym. Jego największym osiągnięciem jest zdobycie srebrnego medalu w scratchu na mistrzostwach świata w Pruszkowie w 2009 roku. W zawodach tych lepszy okazał się tylko Cameron Meyer z Australii. Brał także udział w rozgrywanych rok później mistrzostwach świata w Kopenhadze, gdzie był dziewiąty w wyścigu punktowym, a rywalizację w omnium ukończył na czternastej pozycji.